# Eurypegasus
Eurypegasus is een geslacht van straalvinnige vissen uit de familie van zeedraken (Pegasidae). Het geslacht is voor het eerst wetenschappelijk beschreven in 1863 door Bleeker.

## Soorten
- Eurypegasus draconis (Linnaeus, 1766)
- Eurypegasus papilio (Gilbert, 1905)